# Quint Sulpici Pretextat
Quint Sulpici Pretextat o Quint Sulpici Camerí Pretextat (Quintus Sulpicius Camerinus Pretextatus) va ser un magistrat romà del segle v aC. Formava part de la gens Sulpícia, una antiga família romana d'origen patrici. Va ser probablement fill de Servi Sulpici Camerí Cornut.
Va ser elegit tribú amb potestat consular l'any 434 aC segons els historiadors Quint Valeri Ànties i Quint Eli Tuberó, i tenia com a company de mandat Marc Manli Capitolí, però just aquest any els noms dels cònsols o tribuns consulars presenten diferències entre els autors com Tit Livi o Diodor de Sicília.
Durant aquell any 434 aC, els oscs de la ciutat de Veïs i els faliscs van demanar ajuda a l'assemblea etrusca per a fer front a l'amenaça que per a ells significava Roma, després que els romans haguessin pres la ciutat de Fidenes. El senat va nomenar llavors un dictador, però els etruscs van rebutjar les peticions dels oscs i els faliscs i no hi va haver guerra.
Va ser elegit Legat l'any 431 aC a les ordres del dictador Aule Postumi Tubert i va quedar al càrrec del campament romà quan es va iniciar la batalla del Mont Algidus.